# Aliabad-e Ghorogh
Aliabad-e Ghorogh (perski: علي ابادقرق) – wieś w południowym Iranie, w ostanie Fars. W 2006 roku miejscowość liczyła 303 mieszkańców w 79 rodzinach.